# Władcy Inków
Chronologiczna lista władców Imperium Inków, początkowo władających niewielkim królestwem w dolinie Cuzco, z czasem, na drodze podbojów, przekształconym w imperium sięgające od dzisiejszej Kolumbii do północnego Chile i Argentyny.
Zgodnie z legendą pierwszy król Inków i założyciel dynastii Manco Inca, syn boga słońca Inti i bogini księżyca Mamy Qulli zrodzony został nad jeziorem Titicaca i poślubił swoją siostrę, Mamę Ocllo, co stało się w inkaskiej rodzinie królewskiej tradycją. Mama Ocllo stała się w ten sposób pierwszą coyą, najważniejszą małżonką Manco i królową Inków.
Królowie Inków uważani byli więc za Synów Słońca, oddawano im cześć boską. Każdemu kolejnemu władcy przysługiwał tytuł Capac Inca (kecz. „Wspaniały Pan”) oraz Sapa Inca (kecz. „Jedyny Pan”). Używano również wobec osoby króla określenia Apu, co można przetłumaczyć jako „boski”.
Wstępując na tron, po otrzymaniu od bogów sprzyjających znaków wieszczych, odbywała się w świątyni Coricancha w Cuzco uroczysta koronacja nowego władcy. Najważniejszym symbolem jego władzy była opaska Mascapaicha. Po śmierci ciało władcy Inków było mumifikowane i osadzane na złotym tronie w sanktuarium boga Inti w świątyni Coricancha.
Historię inkaskiej dynastii panującej dzieli się na cztery okresy. Pierwszy okres panowania legendarnej dynastii Húrin, starszej linii królewskiego rodu zakończony powstaniem dynastii Hanan i przejęciem władzy przez młodszą linię rodu. Drugi okres to panowanie legendarnych władców dynastii Hanan. Kolejny to okres imperialny, gdy Królestwo Inków osiągnęło szczyt swojej potęgi, zakończony hiszpańskim podbojem. Ostatni okres, nazywany od nazwy stolicy Królestwem Vilcabamba to okres walk ostatnich potomków królewskiego rodu z Hiszpanami.
Informacje dotyczące małżonek, matek oraz niektórych dat są niepełne.

## Dynastia Húrin (Dolnego Cuzco) – starsza linia rodu królewskiego. Władcy legendarni
| # | Imię            |  | Urodzony                            | Zmarł           | Czas rządów       | Coya Pierwsza małżonka       | Rodzice                                                                       |
| - | --------------- |  | ----------------------------------- | --------------- | ----------------- | ---------------------------- | ----------------------------------------------------------------------------- |
| 1 | Manco Capac     |  | II poł. XII wieku nad jez. Titicaca | ok. 1230, Cuzco | do ok. 1230       | Mama Ocllo, Mama Huaco (?)   | według mitologii inkaskiej syn boga słońca Inti i bogini księżyca Mamy Quilli |
| 2 | Sinchi Roca     |  | XII- XIII wiek, Cuzco               | ok. 1260, Cuzco | ok. 1230–ok. 1260 | Mama Coca                    | Manco Capac, Mama Ocllo                                                       |
| 3 | Lloque Yupanqui |  | I poł. XIII wieku, Cuzco            | ok. 1290, Cuzco | ok. 1260–ok. 1290 | Mama Cahua (Mama Cora Ocllo) | Sinchi Roca, ?                                                                |
| 4 | Mayta Capac     |  | II poł. XIII wieku, Cuzco           | ok. 1320, Cuzco | ok. 1290–ok. 1320 | Mama Tankariy Yachiy         | Lloque Yupanqui, Mama Cahua (Mama Cora Ocllo)                                 |
| 5 | Capac Yupanqui  |  | XIII- XIV wiek, Cuzco               | ok. 1350, Cuzco | ok. 1320–ok. 1350 | Mama Cusi Hilpay             | Mayta Capac, Mama Tankariy Yachiy                                             |

## Dynastia Hanan (Górnego Cuzco) – młodsza linia rodu królewskiego. Władcy legendarni
| # | Imię          |  | Urodzony                  | Zmarł            | Czas rządów                  | Coya Pierwsza małżonka     | Rodzice                     |
| - | ------------- |  | ------------------------- | ---------------- | ---------------------------- | -------------------------- | --------------------------- |
| 6 | Inca Roca     |  | I poł. XIV wieku, Cuzco   | ok. 1380, Cuzco  | ok. 1350–ok. 1390            | Mama Micay                 | Capac Yupanqui, Cusi Chimbo |
| 7 | Yahuar Huacac |  | poł. XIV wiek, Cuzco      | prawdop. po 1410 | ok. 1390–ok. 1410 (usunięty) | Mama Chikya, Mama Ipaucoma | Inca Roca, Mama Micay       |
| 8 | Viracocha     |  | II poł. XIII wieku, Cuzco | 1438, Cuzco      | ok. 1410–ok. 1438            | ?                          | Yahuar Huacac (?), Ipaucoma |

## Imperium Tahuantinsuyu
| #  | Imię           |  | Urodzony               | Zmarł                          | Czas rządów | Coya Pierwsza małżonka    | Rodzice                       |
| -- | -------------- |  | ---------------------- | ------------------------------ | ----------- | ------------------------- | ----------------------------- |
| 9  | Pachacutec     |  | I poł. XV wieku, Cuzco | 1471, Cuzco                    | 1438–1471   | Mama Anawarkhi            | Viracocha, ?                  |
| 10 | Tupac Yupanqui |  | I poł. XV wiek, Cuzco  | 1493, Chinchero                | 1471–1493   | Mama Ocllo II             | Pachacutec, Mama Anawarkhi    |
| 11 | Huayna Capac   |  | ok. 1476, Tumibamba    | 1527, na terenie Kolumbii      | 1493–1527   | Cusi Rimay, Raura Ocllo   | Tupac Yupanqui, Mama Ocllo II |
| 12 | Ninan Cuyochi  |  | XV- XVI wiek           | 1527, na terenie Kolumbii      | 1527        | ?                         | Huayna Capac, Cusi Rimay      |
| 13 | Huascar        |  | 1503                   | 1532, Cuzco                    | 1527–1532   | Mama Chuqi Huylpa Chuqipa | Huayna Capac, Raura Ocllo     |
| 14 | Atahualpa      |  | 1502, Quito            | 26 lipca 1533, Cajamarca       | 1532–1533   | ?                         | Huayna Capac, Tocto Coca      |
| 15 | Tupac Huallpa  |  | pocz. XVI wieku        | październik 1533, dolina Jauja | 1533        | ?                         | Huayna Capac, Raura Ocllo     |

## Królestwo Vilcabamba
| #  | Imię               |  | Urodzony    | Zmarł                   | Czas rządów          | Coya Pierwsza małżonka | Rodzice                   |
| -- | ------------------ |  | ----------- | ----------------------- | -------------------- | ---------------------- | ------------------------- |
| 16 | Manco Inca         |  | 1516, Cuzco | 1544, Vilcabamba        | 1533–1544            | Cura Ocllo             | Huayna Capac, Raura Ocllo |
| 17 | Sayri Tupac        |  | 1535        | 1561, Cuzco             | 1544–1558            | Cusi Huarcay           | Manco Inca, Cura Ocllo    |
| 18 | Titu Cusi Yupanqui |  | 1529        | 1571, Vilcabamba        | 1558–1571            | ?                      | Manco Inca, ?             |
| 19 | Tupac Amaru        |  | 1545        | 24 września 1572, Cuzco | 1571–1572 (usunięty) | ?                      | Manco Inca, Mama Cura     |